# Ibn Furtu
Ahmad b. Furtu  o Ibn Furtu (a veces también llamado Ibn Fartuwa) fue el Gran Imam del Imperio Bornu y cronista del Mai Idris Aluma (1564–1596).
Fue autor de dos crónicas en árabe, K. ghazawat Barnu ("El Libro de las Guerras de Bornu") en 1576 y K. ghazawat Kanei ("El Libro de las Guerras de Karem") en 1578. El primer libro describe en orden geográfico las expediciones militares de Mai Idris Aluma:
1. Contra los sao-gafata en el río Komadugu Yobe
2. Contra la ciudad de Amsaka al sur del lago Chad
3. Contra la ciudad de Kano al oeste de Bornu
4. Contra los tuareg de Aïr
5. Contra los Margi y Mandara al sur del lago Chad
6. Contra los Ngizim al oeste de Bornu
7. Contra sao-tatala en la orilla del lago Chad y contra algunas ciudades Kotoko.

Salvo por algunas menciones a los cinco predecesores de Idris Aluma, centra su crónica en los primeros doce años del reinado de Aluma. 
El libro de las gurrras de Kanem narra siete expediciones consecutivas contra los Bulala desde 1573 a 1578. Relata acontecimientos anteriores a esto y el capítulo final se centra en la destrucción de la reliquia nacional Mune por Dunama Dabbalemi (1203–1242), la expulsión de los Sefuwa de Kanem por los Bulala y la ocupación de la antigua capital de Kanem Njimi por Idris Katakarmabe (1487–1509). 
Algunas menciones y poemas clásicos muestran la educación ilustrada del autor. Pese a ello, su estilo es improvisado y caracterizado por sus arcaísmos.